# Prévessin-Moëns
Prévessin-Moëns ist eine französische Gemeinde mit 9081 Einwohnern (Stand 1. Januar 2022) im Département Ain in der Region Auvergne-Rhône-Alpes. Sie gehört zum Kanton Saint-Genis-Pouilly im Arrondissement Gex und ist Mitglied im Gemeindeverband Pays de Gex Agglo.

## Geographie

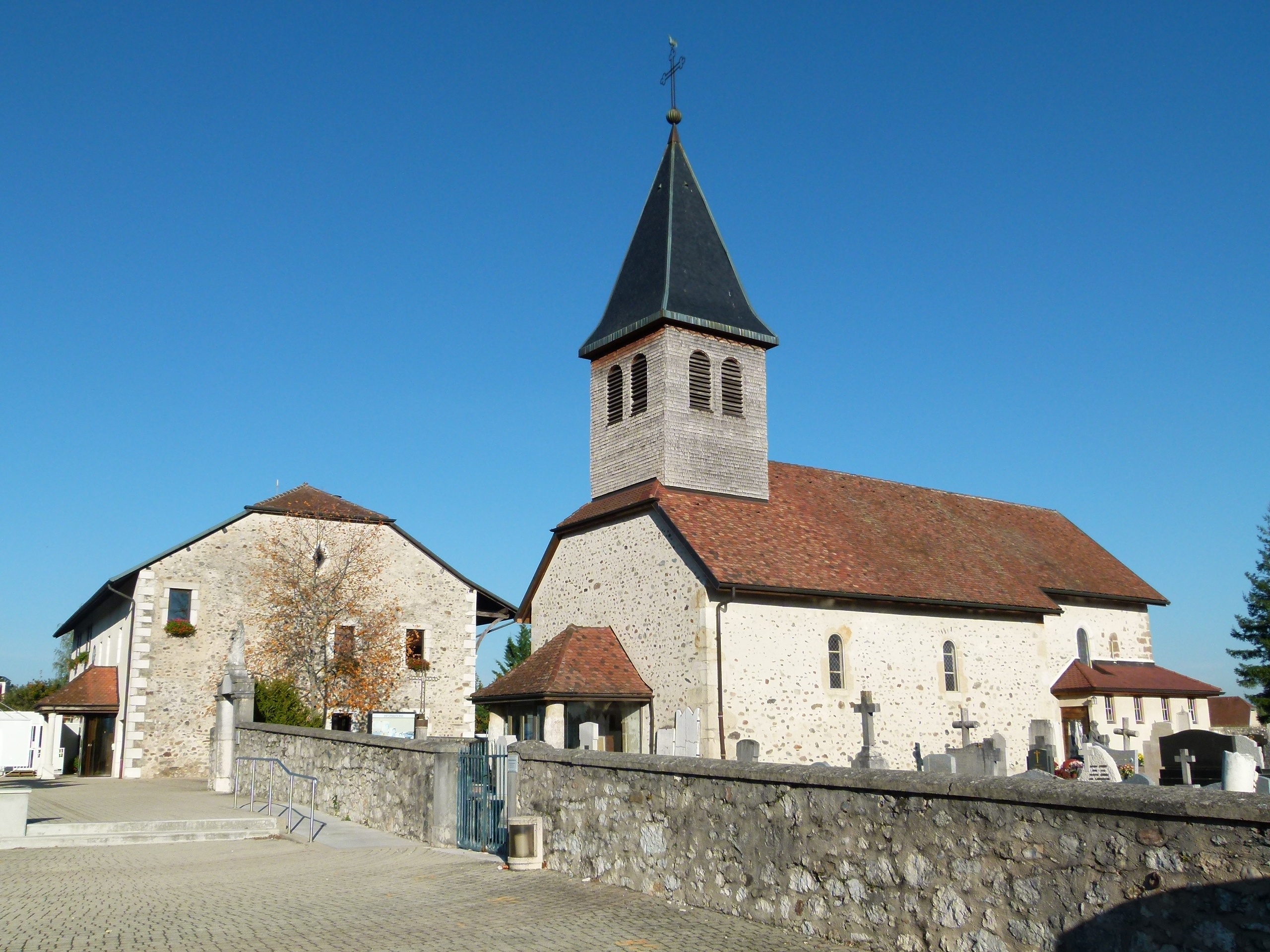
Rathaus und Kirche in Prévessin

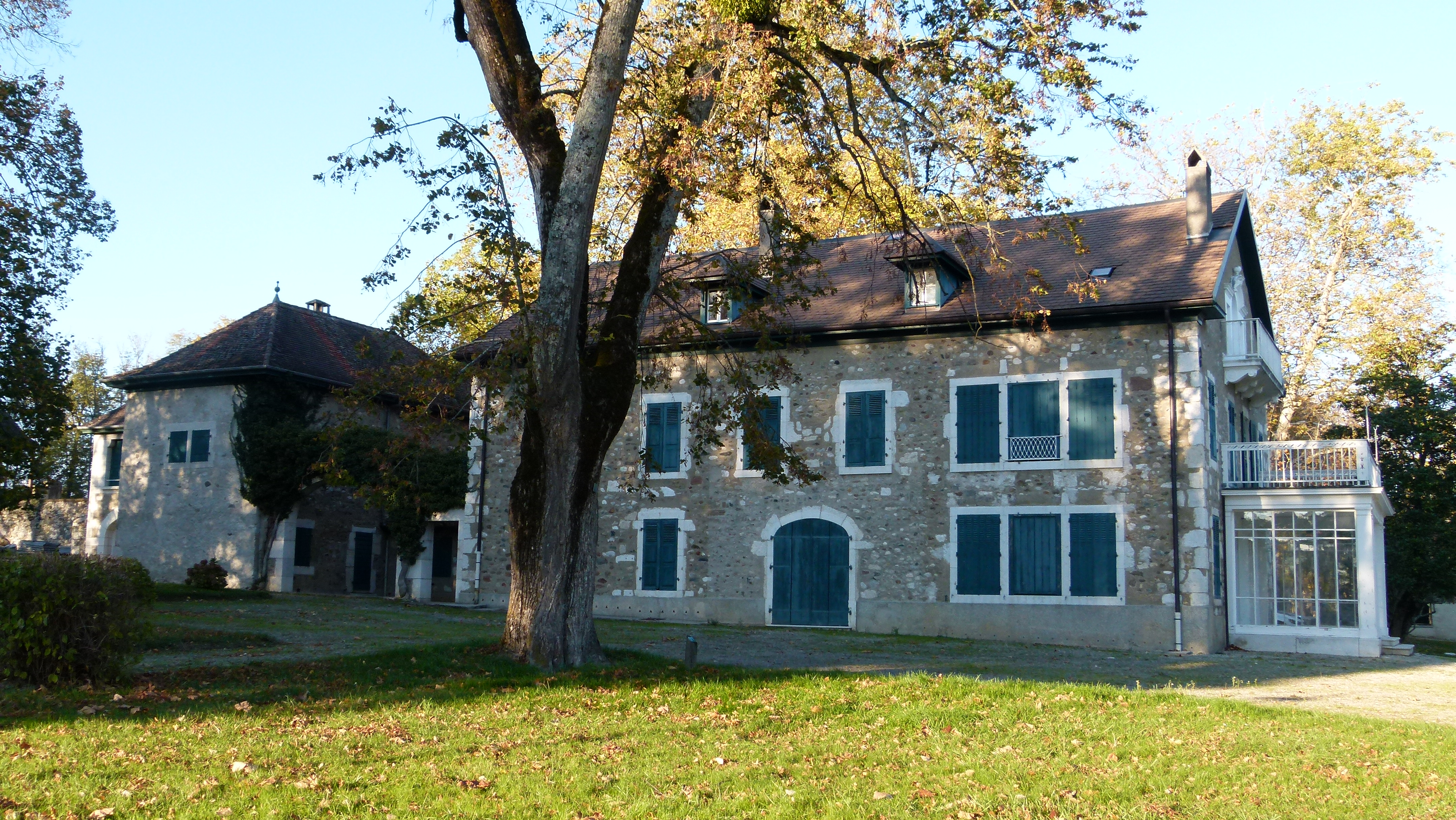
Schloss mit Park in Prévessin

Prévessin-Moëns liegt auf 470 m etwa neun Kilometer (Luftlinie) nordwestlich der Stadt Genf im Pays de Gex. Die Doppelgemeinde – bestehend aus zwei ehemaligen Bauerndörfern – erstreckt sich auf einem breiten, vom eiszeitlichen Rhonegletscher modellierten Höhenrücken im Genfer Becken zwischen Jurafuß und Genfersee und grenzt an die Schweiz.
Die Fläche des 12,07 km² großen Gemeindegebiets umfasst einen Abschnitt des Pays de Gex. Der zentrale Teil des nur schwach reliefierten Gebietes wird von einem breiten Rücken eingenommen, der gegen Norden in die Ebene am Jurafuß übergeht. Nach Süden reicht der Gemeindebann bis an den Rand der Ebene von Ferney-Voltaire. Durch einen Seitenbach des Gobé wird dieser südliche Teil zum nahen Genfersee entwässert. Nach Norden erstreckt sich das Gemeindeareal in die Ebene am Jurafuß, die durch den Lion zum Allondon entwässert wird. Mit 483 m wird auf der Höhe bei Moëns die höchste Erhebung von Prévessin-Moëns erreicht. In einem schmalen Streifen reicht das Gebiet nach Südwesten in die ausgedehnte Waldung des Bois Tollot.
Die Doppelgemeinde setzt sich zusammen aus den beiden Dörfern Prévessin (472 m) und Moëns (461 m), beide auf dem Höhenrücken gelegen, sowie mehreren Weilern und Neubausiedlungen, darunter:
- Magny (435 m) am Rand der Ebene von Ferney-Voltaire
- Les Molands (440 m) unterhalb von Moëns
- Les Pugins (445 m) südlich von Prévessin
- Vesegnin (465 m) in der Talebene des Lion
- Brétigny (466 m) in der Ebene am Jurafuß

Nachbargemeinden von Prévessin-Moëns sind Chevry und Ségny im Norden, Ornex im Osten, Ferney-Voltaire im Südosten, Meyrin und Satigny im Süden sowie Saint-Genis-Pouilly im Westen.

## Geschichte
Erstmals urkundlich erwähnt wird Prévessin im Jahr 1257 unter dem Namen Privissins. Im Lauf der Zeit wandelte sich die Schreibweise über Privissin (1307), Previssins (1332), Privisins (1369), Privissinus (1389) und Prevessin (1526) zum heutigen Namen Prévessin, der seit 1734 schriftlich belegt ist. Moëns erscheint bereits 1211 als Moyns in den Urkunden. Danach sind die Bezeichnungen Moynx (1236), Mouins (1267), Moynum (1436), Moyn (1526) und Moingz (1573) überliefert. Der Ortsname geht auf den burgundischen Personennamen Modo zurück und bedeutet mit dem Suffix -ens so viel wie ‚bei den Leuten des Modo‘.
In Prévessin wurde im 12. Jahrhundert durch das Kloster Payerne ein Priorat gegründet. Der Prior hatte zugleich  die Herrschaft über das Dorf inne. Im 14. Jahrhundert geriet das Gebiet in Abhängigkeit von den Herren von Gex. Zusammen mit dieser Herrschaft kamen Prévessin und Moëns im 14. Jahrhundert unter die Oberhoheit der Grafen von Savoyen. Danach teilten beide Dörfer die wechselvolle Geschichte des Pays de Gex, mit dem sie nach Abschluss des Vertrages von Lyon 1601 endgültig an Frankreich gelangten. Am 1. Januar 1975 fusionierten Prévessin und Moëns zur heutigen Doppelgemeinde.

## Bevölkerung
| Jahr                       | 1962 | 1968 | 1975 | 1982 | 1990 | 1999 | 2010 | 2021 |
| -------------------------- | ---- | ---- | ---- | ---- | ---- | ---- | ---- | ---- |
| Einwohner                  | 354  | 406  | 1509 | 2240 | 3723 | 4261 | 5980 | 9063 |
| Quellen: Cassini und INSEE |      |      |      |      |      |      |      |      |

Mit 9081 Einwohnern (Stand 1. Januar 2022) gehört Prévessin-Moëns zu den großen Gemeinden des Départements Ain. Seit Mitte der 1960er Jahre wurde ein markantes Bevölkerungswachstum verzeichnet. Besonders starke Wachstumsraten wurden während der 1970er und 1980er Jahre registriert. In dieser Zeit hat sich die Einwohnerzahl nahezu verfünffacht. Außerhalb des alten Ortskerns wurden zahlreiche neue Einfamilienhäuser gebaut. Heute ist das Siedlungsgebiet nahezu lückenlos mit demjenigen von Ornex und von Ferney-Voltaire zusammengewachsen. Die Ortsbewohner von Prévessin-Moëns heißen auf Französisch Prévessinois(es).

## Sehenswürdigkeiten
Die Dorfkirche de l’Assomption in Prévessin wurde im 17. Jahrhundert unter Einbezug von Teilen des Vorgängerbaus neu erbaut und im 18. Jahrhundert umgestaltet. Vom ehemaligen Priorat sind nur wenige Überreste, darunter ein Turm aus dem 14. Jahrhundert, erhalten. In Moëns und Vesegnin befinden sich ehemalige Herrschaftssitze.

## Wirtschaft und Infrastruktur

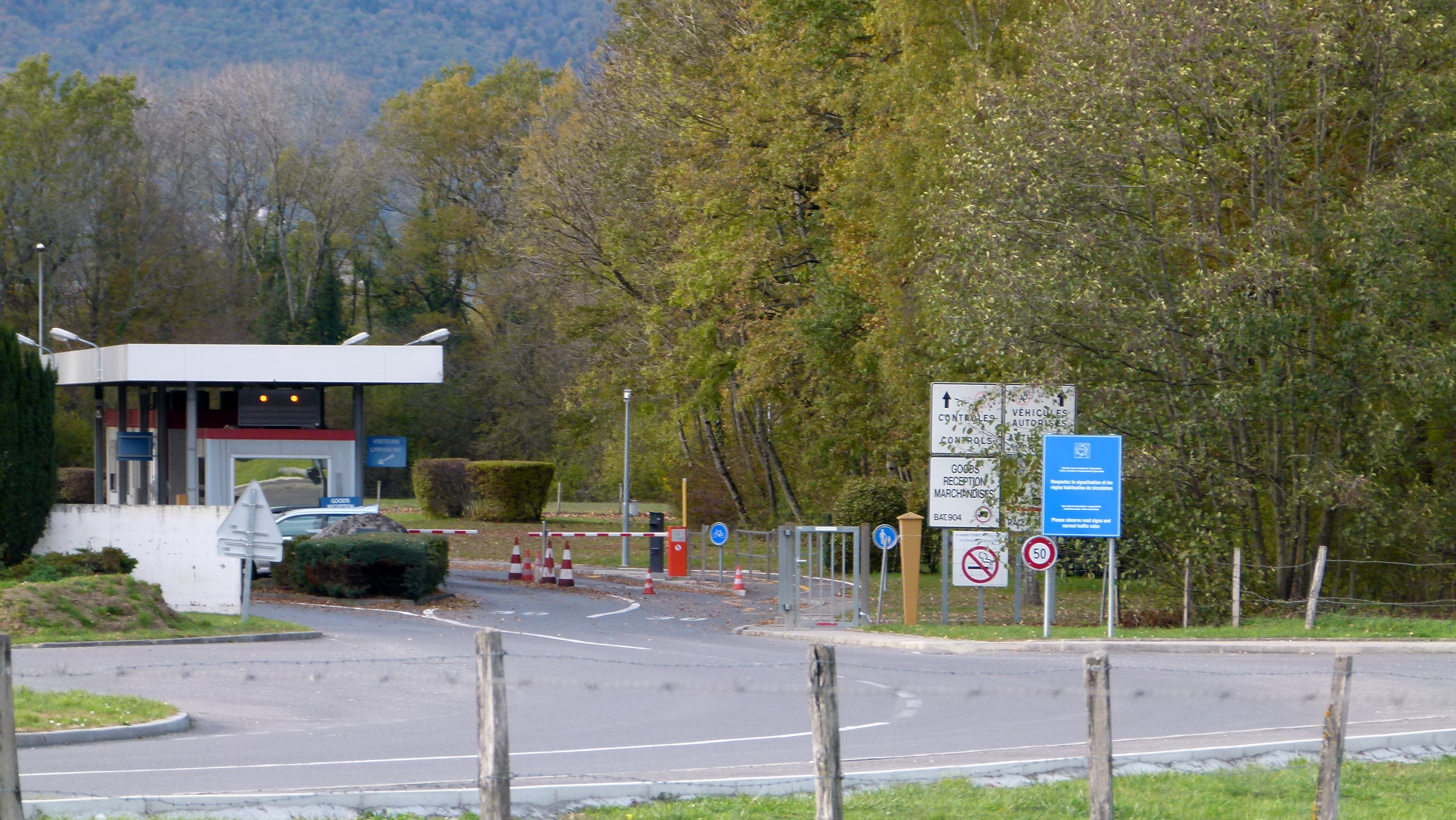
Eingang zum CERN-Standort Prévessin

Prévessin-Moëns war bis weit ins 20. Jahrhundert hinein ein vorwiegend durch die Landwirtschaft geprägtes Dorf. Heute gibt es verschiedene Betriebe des Klein- und Mittelgewerbes. Auf dem Gemeindegebiet befindet sich ein Teil der Forschungs- und Laborgebäude des CERN. Mittlerweile hat sich das Dorf zu einer Wohngemeinde mit mehreren Villenvierteln gewandelt. Zahlreiche Erwerbstätige sind Wegpendler, die in den größeren Ortschaften des Pays de Gex oder als Grenzgänger in der Agglomeration Genf arbeiten.
Die Ortschaft ist verkehrsmäßig gut erschlossen. Sie liegt nahe der Departementsstraße D35, die von Ferney-Voltaire nach Saint-Genis-Pouilly führt. Weitere Straßenverbindungen bestehen mit Ornex, Chevry und Meyrin. Der nächste Anschluss an die schweizerische Autobahn A1 befindet sich in einer Entfernung von rund fünf Kilometern. Auch der nahegelegene Flughafen Genève-Cointrin ist leicht erreichbar.
Prévessin wird von einer Buslinie der SNCF bedient, diese verbindet Sauverny mit dem Bahnhof Bellegarde-sur-Valserine, wo Anschluss an den TGV nach Paris besteht. Außerdem verkehrt seit Februar 2011 die Buslinie O der Transports publics genevois, welche Meyrin Gravière, wo Anschluss an die Strassenbahn Genf besteht, mit dem Lycée international de Ferney-Voltaire verbindet.
In Prévessin-Moëns befinden sich eine staatliche Vorschule (école maternelle), drei Grundschulen (école élémentaire), davon eine in privater Trägerschaft, und eine Gesamtschule (collège).

## Persönlichkeiten
- Emile Guers (1794–1882), französisch-schweizerischer Geistlicher und Begründer der Genfer Freikirche